# Altersbeschränkung
Die Altersbeschränkung ist nach dem deutschen Jugendschutzgesetz die Freigabe von Medien nach Altersstufe.

## Einrichtungen der Kontrolle
- Freiwillige Selbstkontrolle der Filmwirtschaft (FSK) für Filme
- Freiwillige Selbstkontrolle Fernsehen (FSF)[1] für private Fernsehanbieter
- Kommission für Jugendmedienschutz der Landesmedienanstalten für Rundfunk und Internet
- Unterhaltungssoftware Selbstkontrolle (USK) für Computerspiele
- Freiwillige Selbstkontrolle Multimedia-Diensteanbieter e. V. (fsm) für Online-Medien
- Automaten-Selbstkontrolle (ASK)[2] für Automatenspiele
- Interessengemeinschaft Selbstkontrolle elektronischer Datenträger im Pressevertrieb (DT-Control)[3] für „Trägermedien, die mit einer periodischen Druckschrift verbunden sind“ (§ 12 Abs. 5 JuSchG) vulgo Heft-CDs
- Deutscher Werberat für Werbung

Der Deutsche Presserat ist die Freiwillige Selbstkontrolle der Printmedien. Die Selbstkontrolle der Illustrierten konnte sich nicht durchsetzen. Printmedien werden nicht freigegeben.